# واشینگتن (آرکانزاس)
واشینگتن (آرکانزاس) (به انگلیسی: Washington, Arkansas) یک شهر در ایالات متحده آمریکا با جمعیت ۱۴۸ نفر است که در آرکانزاس واقع شده‌است.